# Bergstraße 5 (Castell)

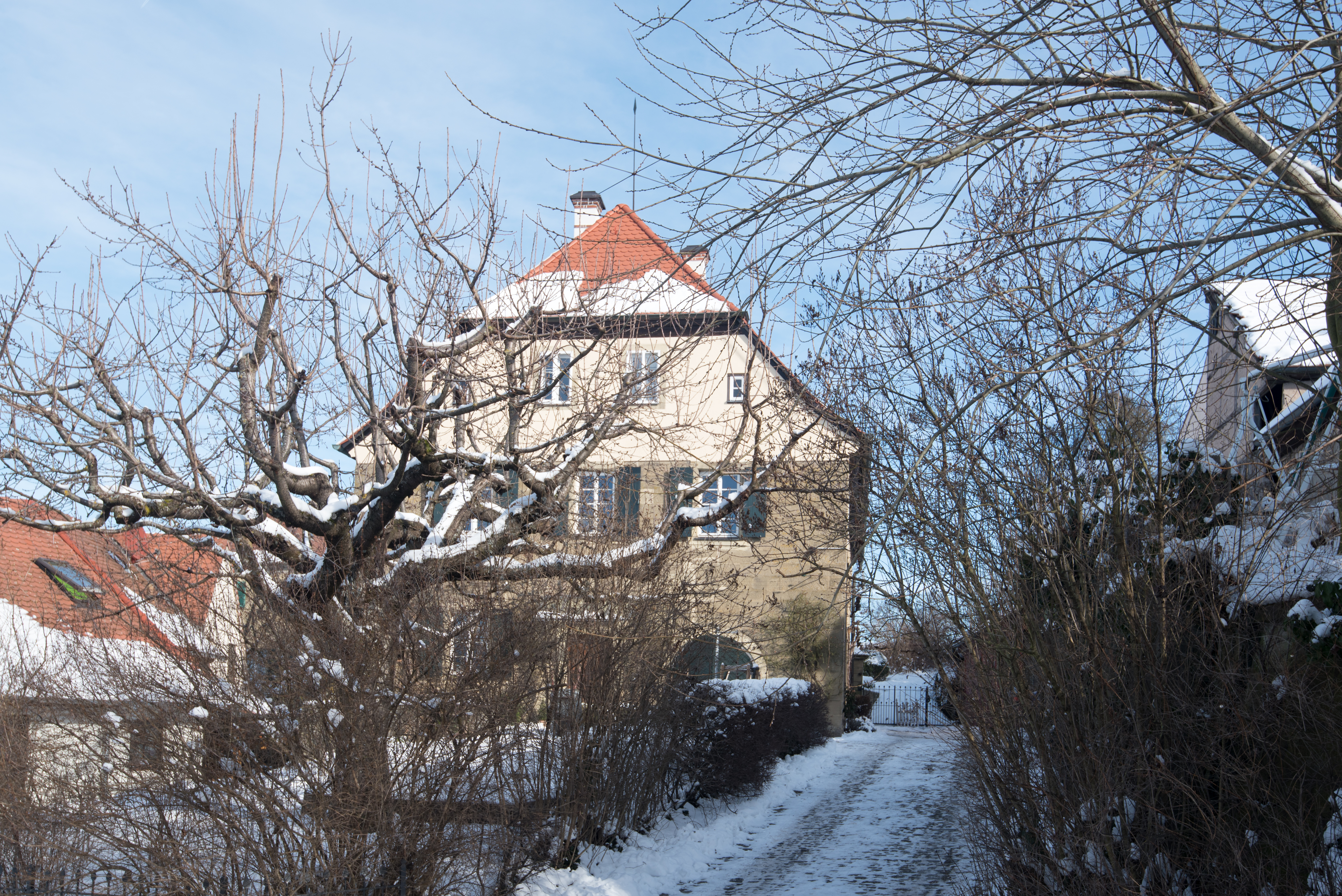
Haus Bergstraße 5

Das Haus Bergstraße 5 (früher Hausnummer 36) ist ein denkmalgeschütztes Gebäude im unterfränkischen Castell im Landkreis Kitzingen. Es wurde ab 1795 als Amtshaus für die Verwaltung der Grafschaft Castell errichtet.

## Geschichte
Die Verwaltung der Grafschaft wurde bereits im 18. Jahrhundert nicht mehr nur im Schloss Castell erledigt. Es entstand ab 1712 im Haus Nr. 19, der heutigen Adresse Im Oberdorf 9, ein Amtshaus. Mit wachsender Bürokratie konnte dieses Haus jedoch nicht mehr die Ansprüche genügen. Die Herrschaft erwarb 1793 ein neues Grundstück im Norden des Dorfes, wo 1795 das neue Gebäude entstand. Hier waren die Büros des amtierenden gräflichen Amtmannes sowie seine Wohnung untergebracht. Mit dem Ende der Grafschaft Castell wenige Jahre später wurde ab 1815 das Domänenamtslokal zur Verwaltung der gräflichen, später fürstlichen Güter eingerichtet. Zeitweise bestand auch eine Lithographie in den Räumlichkeiten.
Im 19. Jahrhundert wurde das Haus meist von den Leitern des Domänenamtes bewohnt. So lebte hier von 1834 bis 1845 Kanzleirat Westernacher, bis 1861 ist Kanzleirat Christoph Loeder hier nachgewiesen. Zwischen 1861 und 1881 hatte der Domänenamtmann Eduard Bomhard, bis 1906 der fürstliche Rat August Wüst und zwischen 1907 und 1927 der Domänenamtmann Friedrich Wittstatt das Haus inne. Ihm folgten 1927 bis 1948 der Domänenamtmann August Keßler, 1949 bis 1980 Domänenamtmann Adolf Steinmann nach. 1956 erhielt das Haus einen Garagenanbau.
Ab den 1980er Jahren lebten im Haus vermehrt auch die Oberförster der castell’schen Forste, unter anderem der Oberförster Tobias Stark. Zeitweise diente das Anwesen, das über einen überdachten Gang mit dem weiter bergabwärts gelegenen Haus Bergstraße 3 verbunden war, auch als Witwensitz der Gräfin Gudrun zu Castell-Castell. Nachdem Wolfgang zu Castell-Castell ab 1999 mit seiner Familie in das Haus zog, wurde es umgebaut und renoviert. Das Bayerische Landesamt für Denkmalpflege ordnet das Haus als Baudenkmal ein.

## Beschreibung
Das Haus Bergstraße 5 präsentiert sich als zweigeschossiger Sandsteinquaderbau. Es schließt mit einem Halbwalmdach ab, das an die benachbarten Gebäude in der Bergstraße 2 und 3 erinnert. Das Anwesen weist als einzige Fassadengliederung verzierte Sandsteingewände auf. Daneben gliedern auch die charakteristischen Fensterläden den Bau. Unterhalb des Hauses erstrecken sich zwei Gewölbekeller, die noch aus der Errichtungszeit stammen. Bis 1956 bestanden mehrere Nebengebäude, die von der Haustierhaltung auf dem Grundstück zeugten.